# Icking
Icking là một đô thị ở huyện Bad Tölz-Wolfratshausen bang Bayern nước Đức. Đô thị Icking có diện tích 16,99 km², dân số thời điểm ngày 31 tháng 12 năm 2006 là 3599 người.
Các khu vực dân cư:
- Attenhausen
- Dorfen
- Holzen
- Icking
- Irschenhausen
- Meilenberg
- Obere Alpe
- Schützenried
- Schlederloh
- Spatzenloh
- Wadlhausen
- Walchstadt